# Schron z Watrą

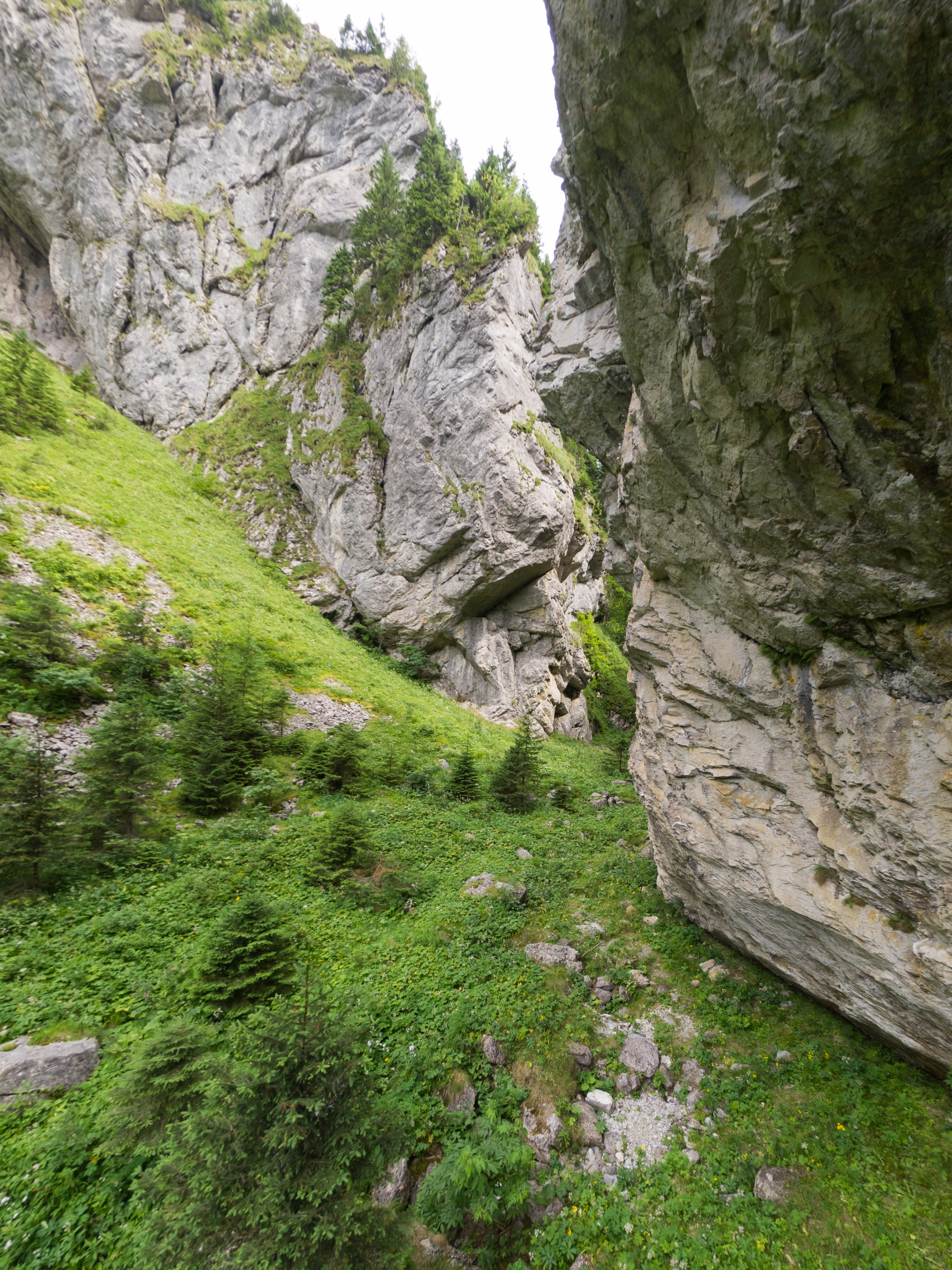
Rynek w wąwozie Kraków. Po lewej ściana Kościoła, po prawej ściana Baszty

Schron z Watrą – jaskinia, a właściwie schronisko, w Dolinie Kościeliskiej w Tatrach Zachodnich. Wejście do niej znajduje się w środkowej części Wąwozu Kraków, niedaleko Rynku, w pobliżu Jaskini Zakosistej, na wysokości 1289 metrów n.p.m. Jaskinia jest pozioma, a jej długość wynosi 5 metrów.

## Opis jaskini
Jaskinię stanowi duża, pozioma sala, do której prowadzi obszerny otwór wejściowy.

## Przyroda
W jaskini brak jest nacieków. Ściany są suche, rosną na nich mchy i porosty.

## Historia odkryć
Jaskinia była prawdopodobnie znana od dawna. Jej pierwszy plan i opis sporządziły M. Lasota i I. Luty w 1977 roku.